# Calycopsis simplex
Calycopsis simplex är en nässeldjursart som beskrevs av Paul Torben Lassenius Kramp och Damas 1925. Enligt Catalogue of Life ingår Calycopsis simplex i släktet Calycopsis och familjen Bythotiaridae, men enligt Dyntaxa är tillhörigheten istället släktet Calycopsis och familjen Calycopsidae. Arten har ej påträffats i Sverige. Inga underarter finns listade i Catalogue of Life.